# Реджич, Дамир
Дамир Реджич (венг. Redzic Damir; род. 23 марта 2003, Печ) — венгерский футболист, нападающий клуба «Ференцварош», выступающий на правах аренды за словацкий «ДАК 1904».

## Клубная карьера
Реджич — воспитанник клубов «Харкани», «Козармишель», «Печ» и «Ференцварош». 23 января 2021 года в матче против «Академии Пушкаша» он дебютировал в чемпионате Венгрии в составе последнего. Летом того же года Реджич для получения игровой практики был арендован клубом «Шорокшар». В матче против «Бекешчаба» он дебютировал во Втором дивизионе Венгрии. 30 января 2022 года в поединке против «Кечкемета» Дамир сделал «дубль», забив свои первые голы за «Шорокшар». По окончании аренды он вернулся в «Ференцварош». 
В сентябре 2023 года на правах аренды до конца сезона перешёл в словацкий «ДАК 1904». Дебютировал 25 ноября в матче против «Злате-Моравце».

## Достижения
Командные
 «Ференцварош»
- Победитель чемпионата Венгрии (1) — 2021/2022